# 楊瑞賢
楊瑞賢（韓語：양서현，1997年02月06日—），韓國女演員。

## 演出作品

### 劇集
| 年份 | 播放平台 | 劇名               | 角色   | 備註 |
| 2021 | WHYNOT   | 《新光男高學生會》 | 李邵熙 | 配角 |
| 2021 | tvN D    | 《少女的世界2》    | 吳宥琳 | 配角 |
| 2022 | Seezn    | 《少年飛行》       | 洪愛蘭 | 主演 |
| 2022 | Seezn    | 《少年飛行2》      | 洪愛蘭 | 主演 |
| 2022 | tvN      | 《月水金火木土》   | 鄭智恩 | 少年 |
| 2024 | VIGLOO   | 《轉學生是殭屍》   | 劉素英 | 主演 |

### 電影
| 年份 | 片名                     | 角色       | 性質 |
| 2018 | 《這座城市沒有你說的藍》 | 不良高中生 |      |

### MV
| 日期          | 歌名           | 歌手       |
| 2021年3月12日 | 《Doll》       | 伯賢、道英 |
| 2021年3月26日 | 《3!4!》       | IZ*ONE     |
| 2021年7月26日 | 《Sun&Green》  | 朴千德     |
| 2024年9月19日 | 《Teddy Bear》 | 趙珍虎     |

## 外部連結
- 官方网站
- 楊瑞賢的Instagram帳戶
- 楊瑞賢在NAVER上的资料
- 楊瑞賢在Daum上的资料
- 楊瑞賢在互联网电影资料库（IMDb）上的資料（英文）
- 楊瑞賢在HanCinema的頁面（英文）